# Pejelagartero 1.ª Sección (Chichonal)
Pejelagartero 1.ª Sección (Chichonal) es una localidad del municipio de Huimanguillo ubicado en la subregión de la Chontalpa del estado mexicano de Tabasco.

## Geografía
La localidad de Pejelagartero 1.ª Sección (Chichonal) se sitúa en las coordenadas geográficas 18°04′09″N 93°46′24″O / 18.069167, -93.773333, a una elevación de 9 metros sobre el nivel del mar.

## Demografía
Según el Conteo de Población y Vivienda 2020, efectuado por el Instituto Nacional de Estadística y Geografía, la localidad de Pejelagartero 1.ª Sección (Chichonal) tiene 212 habitantes, de los cuales 92 son del sexo masculino y 120 del sexo femenino. Su tasa de fecundidad es de 3.21 hijos por mujer y tiene 56 viviendas particulares habitadas.
| Gráfica de evolución demográfica de Pejelagartero 1.ª Sección (Chichonal) entre 1990 y 2020 |
|                                                                                             |
| INEGI.                                                                                      |